# Voie lettonne
Pour les articles homonymes, voir LC.
 (octobre 2020).
Si vous disposez d'ouvrages ou d'articles de référence ou si vous connaissez des sites web de qualité traitant du thème abordé ici, merci de compléter l'article en donnant les références utiles à sa vérifiabilité et en les liant à la section « Notes et références ».
La Voie lettonne (en letton : Latvijas ceļš) est un ancien parti politique libéral de Lettonie. Il était membre de l'Internationale libérale et du Parti européen des libéraux, démocrates et réformateurs, et eut pour dirigeant notable, l'ancien premier ministre Ivars Godmanis.
Il fut créé en 1993 par un groupe d'anciens membres du Front populaire letton et des exilés lettons retournés en Lettonie après le rétablissement de l'indépendance. En 1993, il obtint 32,4 % des voix et devint le premier parti du gouvernement de coalition. Mais plus tard, sa popularité déclina : 14,6 % des voix en 1995 et 18,0 % en 1998, mais participa néanmoins à toutes les coalitions gouvernementales de juillet 1993 à novembre 2002. Cinq Premiers ministres furent issus de ses rangs : Valdis Birkavs (de 1993 à 1994), Māris Gailis (de 1994 à 1995), Vilis Krištopans (de 1998 à 1999), Andris Bērziņš (de 2000 à 2002) et Ivars Godmanis (de 2007 à 2009). Le Président de la République lettonne Egils Levits a été député en 1993 sous l'étiquette de Voie lettonne.
Aux élections du 5 octobre 2002 du Saeima, il n'obtint que 48 430 voix — 4,9 % — n'obtenant ainsi aucun député, ce qui provoqua le départ de nombre de ses membres vers d'autres partis. 
 En juin 2004, il obtint 6,5 % des voix et un député aux élections du Parlement européen, Georgs Andrejevs, inscrit au groupe de l'Alliance des démocrates et des libéraux pour l'Europe.
Allié au Premier Parti de Lettonie (LPP) pour les législatives de 2006, il remporta 10 députés. Il fut membre de la coalition gouvernementale du 7 novembre 2006 au 12 mars 2009, et la dirigea même à partir du 20 décembre 2007.
Le 25 août 2007, le parti fusionna avec le Premier Parti de Lettonie pour donner naissance à Premier Parti de Lettonie/Voie lettonne.